# Distrofia muscolare dei cingoli 1F - LGMD1F
La Distrofia Muscolare dei Cingoli 1F, anche conosciuta come LGMD1F è una malattia rara causata dalla mutazione del gene TNPO3, che produce una disfunzione della proteina trasportina 3. La sua causa era sconosciuta fino a quando il gruppo di ricerca costituito dal Prof. C. Angelini, Dr. E. Peterle, Dr. M. Fanin dell'Università di Padova, Dr. G. Cenacchi dell'Università di Bologna, e il Prof. V. Nigro del TIGEM (Telethon Institute of Genetics and Medicine) di Napoli (attualmente professore ordinario di genetica alla Vanvitelli), nel 2013 ha identificato una microdelezione nello stop codon del gene TNPO3 che comporta un prolungamento di 15 amminoacidi supplementari nella proteina trasportina 3, e questo spiega anche la natura dominante della malattia. 

## Epidemiologia e storia
Questa forma di distrofia è stata descritta più di 20 anni fa in una famiglia spagnola di oltre otto generazioni, con circa 200 membri affetti che vivono in Spagna (Murcia, Alicante, Valencia, Castellon, Huelva, Barcellona) e in Italia. Per il momento, questa rara forma di distrofia muscolare è stata evidenziata solo in questa grande famiglia, in tutto il mondo, ma i ricercatori pensano che conoscere la causa genetica di questa malattia potrebbe facilitare l'individuazione di altri casi.(Gamez et al., 2000)

## Eziologia
La Distrofia dei Cingoli LGMD1F è una malattia genetica con trasmissione autosomica dominante e ad alta penetranza. Recentemente è stato riportato che la base genetica risiede in una mutazione nel gene che codifica la trasportina 3 (TNPO3). Tale mutazione consiste in una delezione di adenina nello stop codon TAG (c.2771del) che genera un cambiamento nella fase di lettura e si ottiene una proteina mutante più lunga della forma normale (Melià et al, 2013). Studi successivi hanno dimostrato che tanto in pazienti quanto in individui sani ci sono due isoforme del gene TNPO3 che includono l'esone 22. La isoforma A, inoltre comprende l'esone 23 che si trova nella regione non tradotta dato che è situata a valle dello stop codon e la isoforma B termina nell'esone 22. Così, in condizioni normali, entrambe le isoforme danno luogo alla stessa proteina. Tuttavia, nei pazienti con LGMD1F, in cui lo stop codon dell'esone 22 è mutato, le isoforme danno luogo a due diverse proteine mutanti. La isoforma A genera una proteina 15 amminoacidi più lunga e la B contiene 95 amminoacidi aggiuntivi in corrispondenza della regione C-terminal della proteina (Torella et al., 2013).
Il locus cromosomico per questo Distrofia Muscolare autosomica dominante è stato individuato al 7q32.1-32.2, tra i marcatori D7S1822 e D7S2519, contenente 66 geni (Melià et al, 2013).

## Patogenesi
La trasportina 3 è un membro della superfamiglia delle importine che importano numerose proteine al nucleo delle cellule. Tra queste, si includono le proteine ricche di serina-arginina coinvolte nella regolazione dello splicing alternativo (Kataoka et al., 1999; Lai et al, 2000). È stato riportato che la proteina mutante, anziché essere associata al nucleo, si trova nel citoplasma quindi non può svolgere la sua funzione normale (Melià et al, 2013; Torella et al, 2013). Pertanto, si prevede che i pazienti sviluppino difetti nei modelli di splicing alternativo di determinati trascritti. Tuttavia, le alterazioni molecolari che questa mutazione comporta rispetto a questi ed altri aspetti non sono ancora stati chiaramente descritti.
Il gene TNPO3 è stato identificato tramite silenziamento genom-wide RNAi come un fattore HIV-dipendente, richiesto per l'infezione da HIV1 in una fase tra la trascrizione inversa e l'integrazione dell'HIV nelle cellule umane. La proteina media l'importazione nucleare del complesso di pre-integrazione dell'HIV legando l'integrasi virale, nelle cellule in divisione e non. Il CTD del gene TNPO3 sembra essere richiesto per le interazioni con l'integrasi dell'HIV1, pertanto, l'estensione anormale del dominio CTD può interferire con la sua funzione di trasporto. (Melià et al, 2013)

## Rapporto con HIV
Questa malattia rara ha guadagnato risalto non solo grazie alle recenti scoperte nel campo della neurologia ma anche grazie all'HIV, dato che la proteina trasportina 3 è fondamentale nel processo di importazione del virus dell'immunodeficienza umana (HIV) all'interno del nucleo cellulare. Le persone colpite da LGMD1F sono immuni all'AIDS, la più grande pandemia della storia.(Melià et al, 2013)
Questo collegamento ha fatto sì che il lavoro del team del Prof. Angelini unito agli studi realizzati dai gruppi di ricerca dell'Ospedale Vall d'Hebrón, Barcellona, l'Istituto di ricerca La Fe, Valencia (ISS–La Fe), il Dipartimento di Neurologia della Columbia University di New York (USA), Dipartimento di Patologia dell'Ospedale Universitario Meixoeiro, Vigo, e dell'Istituto Carlos III, Madrid, e altri, abbia preso una svolta significativa per la realizzazione di una delle principali sfide attuali: un vaccino contro l'AIDS. Studi sperimentali hanno dimostrato che questa mutazione agisce naturalmente come potrebbe fare un vaccino, impedendo la replicazione del virus HIV.

## Ricerca
Alla luce di questi risultati, diversi gruppi di ricerca sulle malattie neuromuscolari e l'AIDS si sono riuniti per intraprendere un macroprogetto volto a scoprire i meccanismi che determinano la protezione contro l'AIDS e la patogenesi della miopatia LGMD1F per sviluppare un trattamento efficace per entrambe le malattie. Inoltre, data la rarità e la complessità di questo tipo di distrofia muscolare, i ricercatori dicono che trovare una cura per le persone colpite, potrebbe portare anche benefici ai malati di molte altre patologie simili. Saranno necessari molti studi di ricerca, con il loro conseguente finanziamento, dato che allo stato attuale, se venisse inoculata la proteina mutata trasportina 3, direttamente in un malato di AIDS, potrebbe arrestare l'HIV ma causerebbe la Distrofia LGMD1F in queste persone. Per questo motivo, il Dr. Juan Jesus Vilchez, che dirige il gruppo di ricerca sulle Patologie Neuromuscolari ed Atassia dell'Istituto di Ricerca dell'Ospedale La Fe di Valencia, non osa dare tempistiche su risultati e possibili sviluppi di una forma di vaccino.

## Anatomia patologica
Le biopsie muscolari effettuate sui malati, mostrano un'atrofia diffusa delle fibre muscolari, che si evolve nel corso del tempo, con cambiamenti miopatici cronici, aree citoplasmatiche basofile, autofagosomi e l'accumulo di proteine miofibrillari e citoscheletriche.
I risultati morfologici muscolari mostrano un aumento della variabilità della dimensioni delle fibre e vacuoli fosfatasi acida positivi. Immunofluorescenza per desmina, miotilina, P62 e LC3 mostrano un accumulo di miofibrille, aggregati di proteine di catene di ubiquitina e autofagosomi (Cenacchi et al., 2012).

## Quadro clinico
L'età d'insorgenza varia tra i 2 ed i 35 anni. È caratterizzata da ipotrofia sia prossimale superiore che agli arti inferiori e nei muscoli del polpaccio.
Successivamente, questa debolezza si diffonde al resto dei muscoli. Nei casi più gravi, il paziente può necessitare la sedia a rotelle e la ventilazione notturna. Solitamente conduce alla morte compromettendo le funzionalità polmonari, pur avendo caratteristiche cliniche molto variabili a seconda del fenotipo.
Sono evidenziate anche disfagia, scoliosi, aracnodattilia ed insufficienza respiratoria.

## Trattamento
Attualmente, l'unico trattamento disponibile per combattere questa malattia è di carattere sintomatico.